# Illés Gyula (labdarúgó)
Illés Gyula (Vásárosnamény, 1982. november 9. –) magyar labdarúgó.

## Pályafutása
Nyíregyházán ismerkedett meg a labdarúgás alapjaival, a helyi sportiskolában kezdte pályafutását. Debreceni kitérő után került Mátészalkára első felnőtt csapatához. Tehetséges játékosnak tartották, de a sorozatos sérülések hátráltatták karrierjét, kevés mérkőzésen tudott pályára lépni. Először a Baktalórántháza VSE csapatában tudott meghatározó játékossá válni, ahol 2006 óta játszott. 2008 februárjában tesztelte korábbi klubja, a Nyíregyháza, de nem igazolták le. 2008 novemberében és decemberében két Ligakupa-mérkőzésen próbajátékosként erősítette a BFC Siófok csapatát, azonban itt sem kapott szerződést.
2009 januárjában próbajátékra érkezett a ZTE FC együtteséhez, első edzőmérkőzésén rögtön góllal vetette magát észre, az Ajka elleni találkozó 43.percében éles szögből talált a vendégek kapujába. A Pápa elleni következő edzőmérkőzésen szintén biztató teljesítményt nyújtott a bal oldalon.
A sikeres próbajáték után 2009 január 23-án írta alá kétéves szerződését a csapattal.
2009. január 31-én két gólt rúgott a Gyirmót SE ellen 4–2-re megnyert felkészülési mérkőzésen
Az első alkalommal átadott Hónap Játékosa-díj győztese volt 2010 márciusában. A pepsifoci.hu és a Sport Televízió közös kezdeményezését 40 ponttal nyerte Végh Zoltán (34) és Nemanja Nikolić (31) előtt.

## Sikerei, díjai
ZTE
- Magyarkupa-döntős: 2010

Magyar Bajnok.DVSC 2011-2012